# وزارة العدل (قطر)
تتولى وزارة العدل في قطر المهام التالية:
- الإشراف على ممارسة تطبيق القانون في قطر
- الدفاع عن الحكومة الاتحادية في القضايا المرفوعة ضدها
- الإشراف على تسجيل الإجراءات القانونية
- مراجعة العقود التي تقوم بها الجهات الحكومية الأخرى
- زيادة الوعي بالقانون، وتوفير التدريب القانوني لموظفي الحكومة، ومراقبة أي مهن مرتبطة بالقانون

## قائمة الوزراء 1971 - الآن
- عبد الرحمن بن سعود آل ثاني[3][4][5](1971-1975) *
- أحمد بن سيف آل ثاني[6](1989-1994)
- نايب محمد النعيمي[7] (1995-1997)
- أحمد بن محمد علي السبيعي[8](1997-1999) [بالنيابة]
- حسن بن عبد الله الغانم[9] (2000-2012)
- حسن بن لحدان صقر المهندي[2] (2013 إلى 2018)
- عيسى بن سعد الجفالي النعيمي (2018 إلى 2021)
- مسعود بن محمد العامري (2021 إلى الآن)
- يبدو أن منصب الوزارة كان شاغراً في الفترة 1975-1989، استناداً إلى مصادر مختلفة.